# Спириденко, Николай Кузьмич
Николай Кузьмич Спириденко (1917—1980) — генерал-майор Советской Армии, участник Великой Отечественной войны, Герой Советского Союза (1945).

## Биография
Николай Спириденко родился 12 января 1917 года в деревне Березуги (ныне — Шумилинский район Витебской области Белоруссии). После окончания семи классов школы и финансового техникума работал бухгалтером на фабрике в Витебске. Параллельно с работой занимался в аэроклубе. В 1937 году Спириденко был призван на службу в Рабоче-крестьянскую Красную Армию. В 1938 году он окончил Борисоглебскую военную авиационную школу лётчиков. Участвовал в боях советско-финской войны в составе 49-го истребительного авиаполка. Там совершил 69 боевых вылетов, в составе группы сбил 1 финский самолёт.
С начала Великой Отечественной войны — на её фронтах.
К ноябрю 1944 года майор Николай Спириденко командовал эскадрильей 172-го истребительного авиаполка 309-й истребительной авиадивизии 4-й воздушной армии 2-го Белорусского фронта. К тому времени он совершил 337 боевых вылетов, принял участие в 85 воздушных боях, сбив 15 вражеских самолётов лично и ещё 6 — в составе группы (по данным наградных документов), из них подтверждёнными являются 15 личных и 4 групповых победы.
Указом Президиума Верховного Совета СССР от 23 февраля 1945 года за «мужество и героизм, проявленные в боях» майор Николай Спириденко был удостоен высокого звания Героя Советского Союза с вручением ордена Ленина и медали «Золотая Звезда» за номером 5364.
К маю 1945 года майор Н. К. Спириденко совершил около 350 боевых вылетов, провёл около 90 воздушных боёв, но сбить вражеские самолёты в последние месяцы войны ему уже не удалось.
После окончания войны Спириденко продолжил службу в Советской Армии. В 1950 году он окончил Военно-воздушную академию, в 1957 году — Военную академию Генерального штаба. С 1959 года находился на преподавательской работе в Военной инженерной академии имени Ф. Э. Дзержинского. В январе 1970 года в звании генерал-майора Спириденко был уволен в запас. Проживал в Москве.
Скончался  27 декабря 1980 года, похоронен на Кунцевском кладбище Москвы.
Был также награждён двумя орденами Красного Знамени, орденами Суворова 3-й степени и Отечественной войны 1-й степени, тремя орденами Красной Звезды, рядом медалей.
Сын — режиссёр Николай Спириденко.